# Floricienta

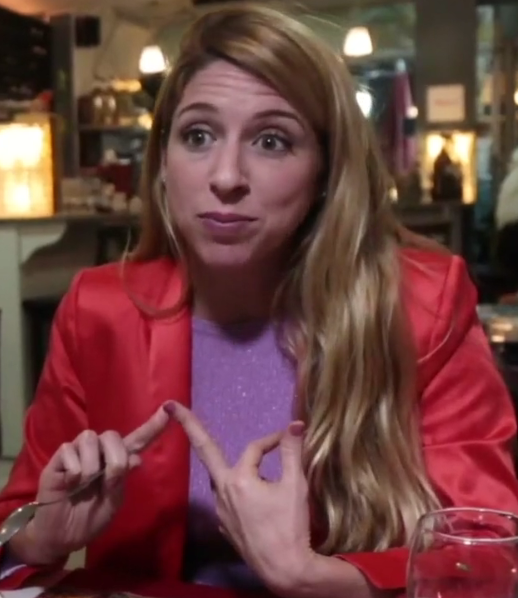
Florencia Bertotti

Floricienta é uma bem-sucedida telenovela argentina de comédia romântica infanto/juvenil, protagonizada por Florencia Bertotti, Juan Gil Navarro1ª e Fábio Di Tomaso2ª. Estreou em 15 de março de 2004 com grande sucesso de audiência em todos os países que a transmitiram, assim foi produzida uma segunda temporada que estrou em 14 de março de 2005. Idealizada por Cris Morena, criadora de sucessos como Chiquititas, foi produzida pela RGB Entertainment e Cris Morena Group.
Em 2005, a telenovela ultrapassou as fronteiras e ganhou uma versão brasileira, protagonizada por Juliana Silveira, Roger Gobeth1ª e Mário Frias2ª. Ainda ganhou outras 4 versões em Portugal, Chile, Colômbia e México.
Ambientada no bairro de Belgrano R, na cidade de Buenos Aires, a telenovela combina comédia, humor, drama e musical. Baseada na clássica história da Cinderela, também tem grande inspiração na famosa história de Robert Wise, A Noviça Rebelde. Floricienta foi transformada em musical e levada aos teatros da Argentina e grande parte da América Latina, protagonizado pelos próprios atores da telenovela.
Internacionalmente a telenovela é conhecida como Flinderella.

## História

### Primeira Temporada
Florencia é uma garota orfã que sobrevive trabalhando com entregadora de verduras e dedicando o tempo livre a seus amigos da banda. Quando a vocalista da banda vai embora, Florencia ocupa seu lugar no grupo, e o grupo consegue uma apresentação na festa em que os irmãos Nicolás e Maya Fritzenwalden estão organizando em sua mansão. É nessa festa onde o destino de Florencia se unirá para sempre ao desta família.
Federico, o irmão mais velho da família Fritzenwalden tem que voltar da Alemanha, onde trabalha, para tomar conta da empresa da família e dos seus cinco irmãos que ficaram órfãos. Sua chegada coincide com a festa que seus irmãos organizaram sem seu consentimento e nessa festa ele conhece Florencia.
Os choques de autoridade entre Federico, de educação alemã, séria e responsável, com seus irmãos adolescentes e crianças. Depois da fuga de Tomás, que se refugia na casa de Florencia, uma série de mal entendidos levarão Florencia a ir trabalhar de babá na casa dos Fritzenwalden. Nessa casa Florencia ganha o carinho de todos, e o amor de Federico, mas também terá em seu caminho Malala e  sua filha Delfina, madrinha e namorada respectivamente de Federico, que se instalaram na mansão e farão a vida de Florencia impossível, também escondendo um importante segredo.
Florencia se apaixona perdidamente por Federico. Ao ser correspondida por ele, começam um romance  secreto, que se torna impossível quando Delfina faz Federico acreditar que está grávida e moribunda por causa de uma grave doença.
Eles superam todos os obstáculos, mas no final o amor deles tem um trágico destino. Frederico morre atropelado quando pula na frende de um carro para salvar a vida do Conde Máximo. Mas Deus consede tempo a Federico para que ele possa se despedir de seu grande e único amor, e deixar seus irmãos sob a responsabilidade do Conde, no lugar de Delfina. A temporada termina com o encontro na espuma de Florencia e o Conde, assim como aconteceu quando Florencia conheceu Federico. Assim Federico deixa o corpo de Max e vai para o céu.

### Segunda Temporada
Depois da morte de Federico, Florencia conhece o Conde, e ela  julga culpado pela morte de Federico, já que ele salvou a vida dele. Flor descobre um vídeo que Federico havia gravado, já falecido, na terra no corpo do Conde dizendo que ele "estava" em Máximo, e que Flor tinha que despertar seu coração adormecido. Florencia e Máximo enfrentam uma série de situações divertidas nas quais terão que lutar para defender seu amor, pois Delfina quer conquistar Máximo para ficar com sua fortuna e tornar-se a condessa de Krikoragán.
Máximo se apaixona totalmente por Florencia, e Delfina criará uma série de obstáculos para impedir a felicidade dos dois e também para que Florencia não receba a herança de Santillán. Também confundirá Florencia fazendo-a sentir-se culpada por seu relacionamento com Máximo. Mas a força do destino, as fadas e a magia de Florencia estão sempre com ele. No final Flor reclama a herança e Malala, Delfina e o marido de Malala, Bonilla, terminam presos por esconder a verdade. Delfina sequestra a filha de Flor, Margarita (Flor tem trigêmeos com o Conde) e Delfina se dá conta de que esse ser especial, esse bebê, esse milagre de Deus, poderia ter sido seu se não houvesse sido tão má e se não houvesse odiado tanto seu esposo. Ela devolve o bebê a Florencia e se torna uma boa pessoa. Máximo e Florencia vivem felizes com seus trigêmeos para todo o sempre, se casam e se tornam os pais adotivos dos Fritzenwaden.

## Elenco
Ao decorrer das duas temporadas a novela contou com mais de 50 atores, parte do elenco como coadjuvantes, participando na maior parte dos capítulos e um grande elenco de apoio.
1ª temporada
| Ator                | Personagem                                    |
| ------------------- | --------------------------------------------- |
| Florencia Bertotti  | Florencia Fazzarino Valente (Flor)            |
| Juan Gil Navarro    | Federico Fritzenwalden (Fede)                 |
| Benjamín Rojas      | Franco Fritzenwalden                          |
| Isabel Macedo       | Delfina Santillán Torres-Oviedo (Bruja Menor) |
| Graciela Stefani    | María Laura Torres-Oviedo (Malala)            |
| Henny Trayles       | Greta van Beethoven                           |
| Zulma Faiad         | Titina                                        |
| Nicolás Maiques     | Nicolás Fritzenwalden                         |
| Paola Salustro      | Maia Fritzenwalden                            |
| Agustín Sierra      | Martín Fritzenwalden                          |
| Stéfano de Gregorio | Tomás Fritzenwalden                           |
| Ángeles Balbiani    | Sofía Santillán                               |
| Mariana Espósito    | Robertita                                     |
| Esteban Pérez       | Matías Ripamonti (Matute)                     |
| Alberto Anchart     | Antoine                                       |
| Diego Mesaglio      | Damián (Bata)                                 |
| Diego Child         | Facha                                         |
| Mariana Seligman    | Clara                                         |
| Micaela Vázquez     | Renata (Nata)                                 |
| Esteban Prol        | Lorenzo                                       |
| Pablo Heredia       | Pedro                                         |
| Maida Andrenacci    | Valentina                                     |
| Gerardo Chendo      | Claudio Bonilla                               |
| Irene Goldszer      | Mirta                                         |

Participações Especiais
| Ator                 | Personagem                     |
| -------------------- | ------------------------------ |
| Camila Bordonaba     | Paloma/Julieta                 |
| Laura Azcurra        | Amelia Fritezenwalden (Amélie) |
| María Eugenia Suárez | Paz                            |
| Agustina Palma       | Bárbara                        |
| Micol Estévez        | Dominique                      |

2ª temporada
| Ator                | Personagem                                           |
| ------------------- | ---------------------------------------------------- |
| Florencia Bertotti  | Florencia Fazzarino Valente (Flor)                   |
| Fabio Di Tomaso     | Conde Máximo Augusto Calderón de la Hoya (Condorito) |
| Benjamín Rojas      | Franco Fritzenwalden                                 |
| Isabel Macedo       | Delfina Santillán Torres-Oviedo (Bruja Menor)        |
| Graciela Stefani    | María Laura Torres-Oviedo (Malala)                   |
| Henny Trayles       | Greta van Beethoven                                  |
| Alejo García Pintos | Evaristo                                             |
| Nicolás Maiques     | Nicolás Fritzenwalden                                |
| Agustín Sierra      | Martín Fritzenwalden                                 |
| Stéfano de Gregorio | Tomás Fritzenwalden                                  |
| Mariana Espósito    | Robertita                                            |
| Brenda Gandini      | Olivia Fritzenwalden                                 |
| Diego Mesaglio      | Damián (Bata)                                        |
| Diego Child         | Facha                                                |
| Esteban Prol        | Lorenzo                                              |
| Maida Andrenacci    | Valentina                                            |
| Ángeles Balbiani    | Sofía Santillán                                      |

Outras Participações
| Ator            | Personagem      |
| --------------- | --------------- |
| Felipe Colombo  | Miki            |
| Guido Kaczka    | Alejandro (Ale) |
| Candela Vetrano | Guillermina     |
| Esteban Meloni  | Ariel           |
| Agustina Palma  | Bárbara         |
| Gastón Dalmau   | Lloako          |
| Jorge Maggio    | Julian          |

## Discografia

### Álbuns
| Ano       | Título                                          | País                      |
| --------- | ----------------------------------------------- | ------------------------- |
| 2004      | Floricienta y su Banda                          | Argentina                 |
| 2004      | Floricienta y su Banda Karaoke                  | Argentina                 |
| 2005      | Floricienta 2: Corazones Al Viento              | Argentina                 |
| 2005      | Floricienta y Su banda + Karaokes [Álbum Duplo] | América Latina            |
| 2005      | Floricienta - Temas Ineditos                    | Argentina                 |
| 2005      | Floricienta 2 - Karaokes                        | Argentina                 |
| 2005/2006 | Floricienta - Especial Navidad [Álbum Duplo]    | Argentina, América Latina |
| 2007      | Floricienta - Grandes Exitos                    | México                    |

### DVD'S
| Ano  | Título                               | País      |
| ---- | ------------------------------------ | --------- |
| 2004 | Floricienta en el Teatro             | Argentina |
| 2005 | Floricienta - Princesa de la Terraza | Argentina |
| 2007 | Box dvd Floricienta 1                | Espanha   |
| 2007 | Box dvd Floricienta 1 e 2            | Espanha   |
| 2007 | Box dvd Floricienta                  | Grécia    |

## Videografia

### Clipes
- Mi vestido azul
- Porqué
- Ven a mí
- Sólo mío
- Tú
- Enorme dragón
- Flores amarillas
- Floricienta (Abertura da primeira temporada)
- Corazones al viento (Abertura da segunda temporada)

### Especiais de Tv
- Floricienta: El Especial de tus sueños
- Floricienta: El tour de los Sueños Latinoamérica
- Floricienta: El tour de los Sueños en México
- Flori 100 ta: (Especial de 100 capítulos primeira temporada)
- 200 Flores (Especial de 200 capítulos)
- Especial 300 programas (Especial de 300 capítulos da segunda temporada)
- Floricienta e Máximo, o casamento

No último capítulo de Floricienta aconteceu o casamento do Conde Máximo Augusto Calderón de la Hoya e de Florencia Santillán. Este capítulo foi transmitido ao vivo, no Hipódromo de San Isidro, em Buenos Aires, com um público de aproximadamente 30.000 espectadores. O vento e o Frio atrapalharam um pouco, mas nada que não fosse superado. Milhares de fãs da novela compareceram a gravação do casamento, para ser testemunhas e convidados de um pomposo e extraordinário capítulo final, junto a todo elenco da novela, em uma linda cerimonia nupcial no melhor estilo dos contos de fadas.

- La esquina de los besos

Programa temático da novela. Transmitido semanalmente na Venezuela todo sábado, onde se apresentavam reportagens, biografias, concursos etc. Tudo com relação à primeira temporada de Floricienta. Programa de interação com o público da novela.

## Turnês
| Ano  | Turnê                    | País                                                                                    |
| ---- | ------------------------ | --------------------------------------------------------------------------------------- |
| 2004 | Floricienta en el Teatro | Argentina                                                                               |
| 2005 | Princesa de la Terraza   | Argentina, Israel, Peru, Uruguai                                                        |
| 2006 | Tour de los Sueños       | Bolivia, El Salvador, Equador, Guatemala, Panamá, Peru, República Dominicana, Venezuela |
| 2007 | Tour de Los Sueños 2007  | México                                                                                  |

## Remakes
- Brasil, Floribella (2005): A versão brasileira foi o primeiro remake de Floricienta, trouxe como protagonistas Juliana Silveira, Roger Gobeth e Mário Frias. Foram feitas as duas temporadas com um sucesso relativo. Foi produzida pela Rede Bandeirantes.
- Chile, Floribella (2006): Realizado pelo canal TVN. Com Mariana Derderián e Cristián Arriagada. Foi a primeira versão a ter só uma temporada, em que Flor e Fred terminam juntos.
- Colômbia, Floricienta (2006): Transmitida pela RCN com Mónica Uribe e Gonzalo Revoredo. Nesta versão Flor e Fred se casam e recebem a noticia da espera de um bebê.
- Portugal, Floribella (2006): Foi a primera telenovela produzida pela SIC. A primeira temporada, protagonizada por Luciana Abreu e Diogo Amaral, foi um grande sucesso. Se realizou uma segunda temporada com Ricardo Pereira como Conde Máximo, também transmitida pela SIC e SIC Internacional (TV a Cabo).
- México, Lola, Érase una vez (2007): Transmitida pelo Canal 5 da Televisa. Versão que teve como protagonistas Aarón Díaz e Eiza González. Durou uma temporada (224 capítulos); e no final os protagonistas não chegam a se casar, mas ficaram juntos. Foi um sucesso menor do que o esperado, devido ao sucesso da original "Floricienta", que bateu recordes naquele país.

## Ficha Técnica
- Ideia Original: Cris Morena
- Autores: Patricia Maldonado, Gabriela Fiore, Solange Keoleyan
- Roteiros Adicionais: Gloria Leguizamon - Norberto Lewin - Walter Ferreyra Ramos
- Coreografia: Marisa Di Vito
- Cenografía: Laura Russo
- Figurino: Susana Pérez Amigo
- Ambientacão: Verónica Romero
- Pós-produção e Clipes: Mariano De María
- Coordenacão de produção: Fiorella Agostino
- Direção de exteriores: Mauro Scandolari
- Direção: Martín Mariani
- Produção executiva: Sofía Izaguirre
- Produção e Direção Geral: Cris Morena